# Roche ultramafique

Diagramme ternaire des roches ultramafiques.

Les roches ultramafiques ou roches ultrabasiques sont des roches magmatiques et méta-magmatiques très pauvres en silice (moins de 45 % en masse), d'où leur caractère basique, et contenant plus de 90 % de minéraux riches en fer et magnésium (caractère mafique : Mg et Fe) : généralement plus de 18 % d'oxyde de magnésium, un taux d'oxyde de fer élevé, peu de potassium.
Les roches ultramafiques sont classées selon leur teneur relative en olivine et ortho- ou clino-pyroxènes.
Le manteau terrestre est considéré comme étant composé de roches ultramafiques : il s'agit principalement de péridotites, riches en olivine (notamment de la lherzolite), ou de roches issues de l'altération de la péridotite, comme la serpentinite.
En surface, on les trouve surtout dans les structures ophiolitiques, lorsque des roches du manteau ont été déposées sur la croûte continentale par obduction.